# Héctor Anguita
Héctor Anguita Anguita (Los Ángeles, Chile, 7 de abril de 1857 - Santiago, 30 de mayo de 1946) fue un empresario agrícola y político chileno. Hijo de Rafael Anguita Arriagada y Carmen Anguita Toledo. Casado en primeras nupcias con Teresa Anguita, en segundo matrimonio con María Luisa Vicuña y en terceras nupcias con Teresa Pinto.
Educado en el Liceo de Los Ángeles y en el Colegio Mercantil de Valparaíso. Se dedicó desde joven a la agricultura y gracias a su esfuerzo logró una importante fortuna.

## Actividades Públicas
- Militante del Partido Radical.
- Regidor de la Municipalidad de Los Ángeles (1888).
- Regidor de la Municipalidad de Freire (1891),
- Presidente de la Asamblea Radical de Cautín (1893).
- Diputado por Temuco, Imperial y Llaima (1912-1915); integró la comisión permanente de Industria y Agricultura.
- Diputado por Temuco, Imperial y Llaima (1915-1918); figuró en la comisión permanente de Gobierno Interior.

Defendió siempre el regionalismo, colaboró con el bienestar de los colonos nacionales de la zona al sur de la Araucanía. Presentó importantes proyectos de inversión y progreso para la provincia de Cautín.